# Nicht-zufällige Segregation von Chromosomen
Die nicht-zufällige Segregation von Chromosomen ist eine Abweichung von der üblichen Verteilung der Chromosomen bei der Meiose, also bei der Segregation des Erbgutes auf die Keimzellen. Während üblicherweise gemäß der 2. Mendelschen Regel (Spaltungsregel) homologe Chromosomen zufällig auf die Tochterkerne verteilt werden, gibt es verschiedene davon abweichende Modi bei zahlreichen Lebewesen, die in den betreffenden Taxa „normal“ sind. Sie können einzelne Chromosomenpaare (Bivalente) oder einzelne Chromosomen ohne Paarungspartner (Univalente) betreffen oder auch ganze Chromosomensätze, indem diese gemäß ihrer elterlichen Herkunft separiert werden und in aller Regel nur diejenigen mütterlichen Ursprungs an die Nachkommen weitergegeben werden. Außerdem kommt es vor, dass nicht-homologe Chromosomen koordiniert segregieren. Im Resultat handelt es sich um eine Form nicht-Mendelscher Vererbung.
Dieser Artikel beschreibt Fälle, bei denen eine nicht-zufällige Segregation für die jeweiligen Lebewesen der Normalfall ist oder sehr häufig auftritt. Eine verwandte Erscheinung wird als Meiotic Drive oder Segregation Distortion bezeichnet. Dabei handelt es sich um eine überdurchschnittlich häufige Weitergabe (Transmission) eines einzelnen Chromosoms gegenüber dem homologen Chromosom im Erbgang. Dies kann auf einer nicht-zufälligen Segregation bei der Meiose beruhen, aber auch auf Vorgängen nach der Meiose, welche die Transmission des homologen Chromosoms reduzieren.
Daneben gibt es pathologische Fälle, die in einer Aneuploidie resultieren und fast immer letal sind.

## Hintergrund und frühe Forschungsgeschichte

Theodor Boveri

Gemäß der 1904 von Theodor Boveri formulierten Chromosomentheorie der Vererbung war zu erwarten, dass homologe Chromosomen bei der Meiose zufällig auf die Tochterkerne verteilt werden. Erste Untersuchungen zu dieser Frage erschienen in den Jahren 1908 und 1909. Diese Arbeiten befassten sich mit der Spermatogenese bei Blattläusen, also der Meiose im männlichen Geschlecht. Bei Blattläusen erfolgt die Geschlechtsbestimmung zumeist nach dem XX/X0-Typ: Weibchen haben zwei X-Chromosomen, Männchen nur eines. Allerdings treten Männchen nur in einer Generation gegen Ende des Jahres auf, während ansonsten nur Weibchen vorhanden sind, die sich parthenogenetisch fortpflanzen. Die Frage war nun, wie es erreicht wird, dass alle Nachkommen bei der geschlechtlichen Fortpflanzung Weibchen sind. Es stellte sich heraus, dass die Meiose I inäqual ist, also in zwei ungleich großen Zellen resultiert, und das X-Chromosom immer in die größere Tochterzelle gelangt. Nur aus dieser gehen nach der Meiose II zwei Spermien hervor, während die kleinere Zelle degeneriert. So enthält jedes Spermium – wie auch die Eizelle – ein X-Chromosom, und es entstehen nur weibliche Nachkommen (XX).
Ebenfalls 1909 erschien eine Arbeit über die Spermatogenese der Lederwanze. Da sind zwei verschiedene X-Chromosomen und kein Y-Chromosom vorhanden (X1X20), und bei der Meiose I werden beide X-Chromosomen demselben Tochterkern zugeteilt. Ebenso ist es offenbar generell bei Spinnen, von denen in den folgenden Jahren viele Arten untersucht wurden, sowie bei verschiedenen Fadenwürmern und bei manchen Blattläusen. Etwas komplizierter sind die Verhältnisse bei der amerikanischen Maulwurfsgrille Neocurtilla hexadactyla, die Fernandus Payne 1916 beschrieb: Hier sind drei Geschlechtschromosomen vorhanden (X1X2Y), von denen zwei sich paaren, während X1 als Univalent (ungepaart) vorliegt. Obwohl, wie neuere Untersuchungen bestätigt haben, keine mechanische Verbindung besteht, gelangt das univalente X-Chromosom in denselben Tochterkern, der auch das andere X-Chromosom erhält.

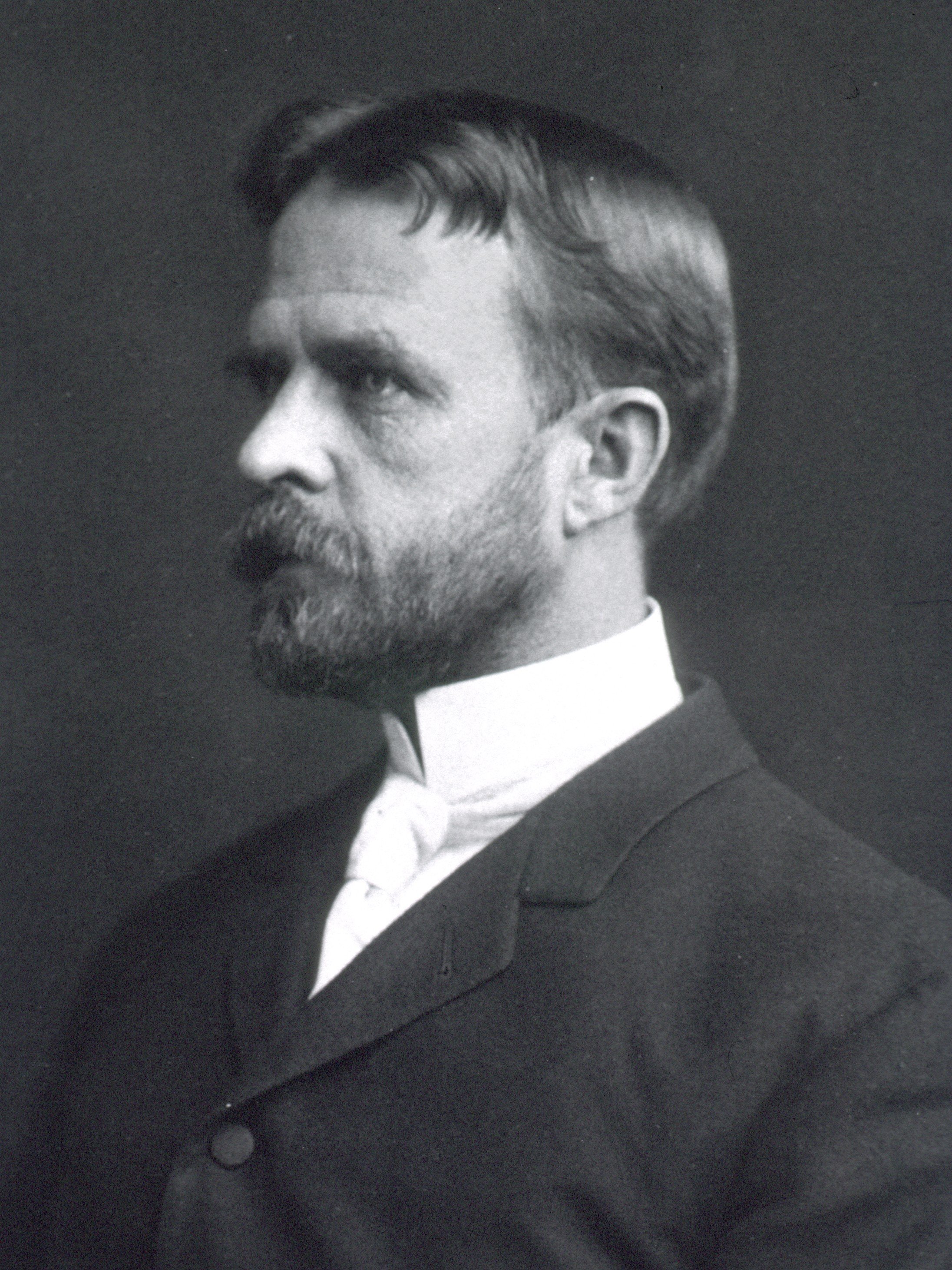
Thomas Hunt Morgan

Erst nach all diesen Gegenbeispielen erschien 1917 – in derselben Zeitschrift wie Paynes Arbeit (Journal of Morphology) – eine Untersuchung von Eleanor Carothers an Heuschrecken, die als klarer Beweis für die erwartete Zufallsverteilung angesehen wurde. Während frühere Untersuchungen sich auf Geschlechtschromosomen beschränkt hatten, weil man homologe Autosomen nicht unterscheiden konnte, hatte Carothers Versuchstiere gefunden, bei denen auch homologe Autosomen zum Teil unterschieden werden konnten. Paynes abweichende Befunde wurden in der Folge ignoriert, zumal sie bei der Europäischen Maulwurfsgrille nicht bestätigt werden konnten. Thomas Hunt Morgan, der entscheidend zur Etablierung der damals noch nicht allgemein anerkannten Chromosomentheorie der Vererbung beitrug, schrieb in seinem Buch The Physical Basis of Heredity (1919) sogar ausdrücklich, es gebe keinerlei widersprechende Indizien gegen die zufällige Segregation maternaler und paternaler Chromosomen („there is not a single cytological fact opposed to the free assortment of maternal and paternal chromosomes“), obwohl ihm die Arbeit seines früheren Mitarbeiters Payne zweifellos bekannt war. Erst 1951 entdeckte Michael J. D. White diese wieder und bestätigte sie durch eigene Untersuchungen.
Die dritte grundlegende Variante der nicht-zufälligen Segregation, bei der die kompletten Chromosomensätze maternaler und paternaler Herkunft voneinander getrennt werden, wurde – neben einigen weiteren Besonderheiten – in den 1920er und 30er Jahren von Charles W. Metz und Mitarbeitern bei Trauermücken untersucht. Seither sind zahlreiche weitere Gegenbeispiele zur zufälligen Segregation bei sehr verschiedenen Lebewesen beschrieben worden. Erst im Jahr 2001 erschien jedoch eine erste Übersichtsarbeit, die genau diesem Thema gewidmet war und sich nicht auf bestimmte Fälle beschränkte. Die Autoren konstatierten, dass die meisten Genetiker keine Kenntnis von nicht-zufälligen Segregationen haben oder diese für seltene Ausnahmen halten. Aufgrund der weiten taxonomischen Verbreitung der bekannten Fälle argumentieren sie, dass die Bedeutung dieser Phänomene bislang unterschätzt wurde.

## Einzelne Chromosomen oder Chromosomenpaare
Wir betrachten zunächst Fälle, in denen nur ein einzelnes Chromosomenpaar oder ein einzelnes nicht gepaartes Chromosom (Univalent) betroffen ist, in der Reihenfolge der Erstbeschreibung im jeweiligen Taxon.

### Blattläuse

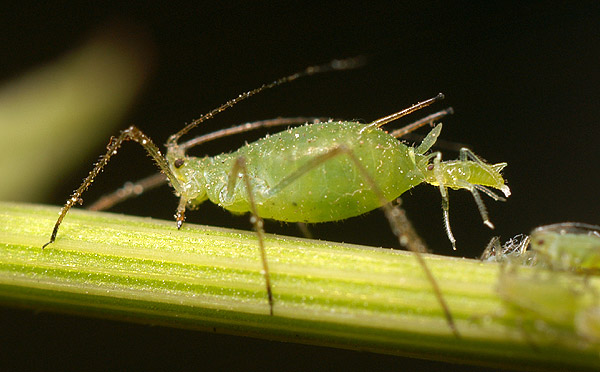
Parthenogenetische Geburt einer Blattlaus

Wie erwähnt, wurde als erstes Beispiel einer nicht-zufälligen Segregation schon 1908 das Verhalten des X-Chromosoms bei der Spermatogenese von Blattläusen beschrieben. Diese Insekten existieren die meiste Zeit des Jahres nur als Weibchen und pflanzen sich parthenogenetisch, also ohne Beteiligung von Männchen, fort. Dabei findet keine Befruchtung und keine Meiose statt, und die aufeinander folgenden Generationen sind genetisch identisch. Unter gewissen Bedingungen, meistens aufgrund der abnehmenden Tageslänge gegen Ende der Vegetationsperiode der Wirtspflanzen, tritt eine Generation auf, in der auch Männchen vorhanden sind. Dies wird dadurch erreicht, dass die beiden bei Weibchen vorhandenen X-Chromosomen sich wie bei einer Meiose paaren und ihre Zahl auf 1 reduziert wird, so dass Männchen (X0) entstehen.
Dass nach dieser einen Generation, die aus Weibchen und Männchen besteht, wieder nur Weibchen entstehen, beruht, wie oben dargestellt, darauf, dass das X-Chromosom bei der Spermatogenese immer derjenigen Tochterzelle zugeteilt wird, aus der Spermien hervorgehen. Den genaueren Ablauf der Meiose beschrieb Hans Ris 1942: Demnach nimmt das X-Chromosom in der Anaphase nicht an der Bewegung zu den Polen der Kernteilungsspindel teil, sondern wird zwischen den auseinanderweichenden Polen gestreckt. Auch während der anschließenden Furchung (Zellteilung) verharrt das Chromosom in dieser Position. Erst in einem späten Stadium der Furchung verschiebt sich die Furchungsrinne nach einer Seite, und das X-Chromosom wird der gegenüberliegenden, größeren Tochterzelle zugeteilt. Da nur aus dieser zwei Spermien hervorgehen, enthalten alle Spermien wie auch die Eizellen ein X-Chromosom. Nach der Befruchtung werden Eier abgelegt, die bis zum Beginn der nächsten Vegetationsperiode überdauern und aus denen dann nur Weibchen (XX) hervorgehen, die sich wieder parthenogenetisch fortpflanzen.

### Schmetterlinge

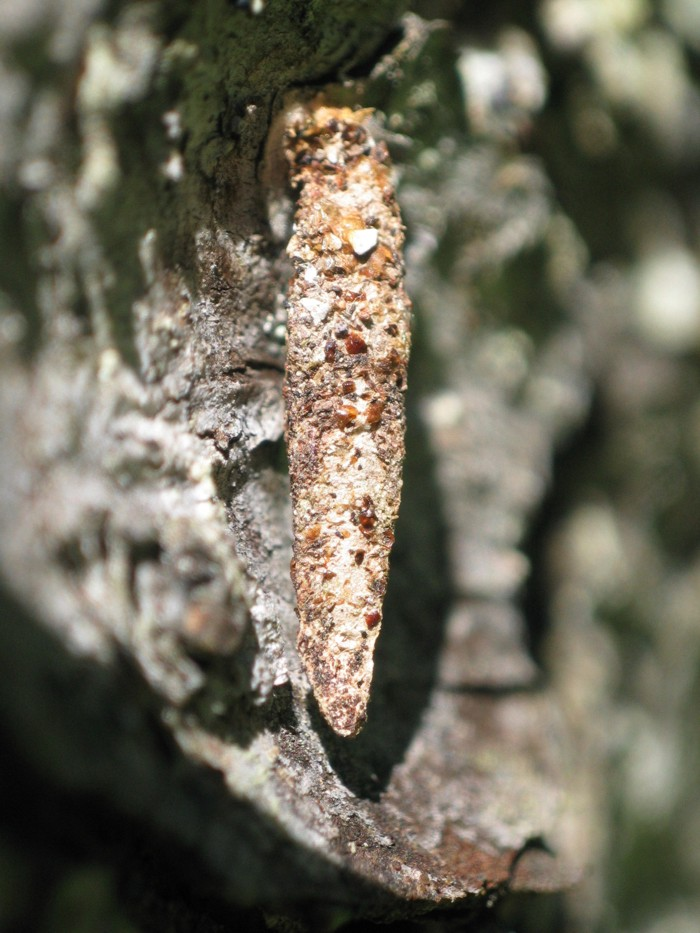
Die namengebende Röhre, mit der die Raupe des Röhren-Sackträgers sich umgibt

Bei Schmetterlingen wird das Geschlecht der Nachkommen nicht wie im unter Tieren häufigsten Fall, so auch beim Menschen, dadurch bestimmt, ob bzw. was für ein Geschlechtschromosom das Spermium beisteuert, sondern durch die Ausstattung der Eizelle. Bei ihnen ist somit das weibliche Geschlecht heterogametisch, das männliche homogametisch. In solchen Fällen spricht man nicht von X- und Y-Chromosomen, sondern von Z- und W-Chromosomen. Männchen haben zwei Z-Chromosomen (ZZ), Weibchen entweder ein Z- und ein W-Chromosom (ZW) oder nur ein Z-Chromosom (Z0). Ein Beispiel für den ZZ/Z0-Typ ist der Röhren-Sackträger. Bei dieser Art untersuchte J. Seiler (1920), ein Mitarbeiter Richard Goldschmidts, die Vererbung des Geschlechts und das Verhalten des univalenten Z-Chromosoms bei der Oogenese. Dabei stellte er fest, dass das Geschlechterverhältnis unter den Nachkommen von der Temperatur und vom Alter der Mutter abhängt. Bei kühlen Temperaturen („Zimmertemperatur von etwa 12–16°“) gelangte das Z-Chromosom in 57 % der untersuchten Fälle bei der Meiose I in den Polkörper und nur bei 43 % in den künftigen Eikern. Entsprechend fand Seiler bei den Nachkommen einen Überschuss an Weibchen. Umgekehrt wurde das Chromosom im Brutschrank bei 30–37° bevorzugt der Eizelle zugeteilt, und es ergab sich ein Überschuss von 62 % männlichen Nachkommen. Ebenso gingen mehr Männchen hervor, wenn die Begattung erst einige Tage nach dem Schlüpfen und damit gegen Ende des kurzen Lebens der weiblichen Imago erfolgte. (Die Meiose pausiert hier, wie bei den meisten wirbellosen Tieren, in der Metaphase I und wird erst nach der Befruchtung abgeschlossen. Vgl. Stillstand der weiblichen Meiose.)
Auch bei Schmetterlingen des ZZ/ZW-Typs fand man Hinweise auf eine nicht-zufällige Segregation bei der weiblichen Meiose. Bei manchen Arten der Gattungen Danaus und Acraea treten Weibchen auf, die nur weibliche Nachkommen (ZW) hervorbringen. Dies beruht offenbar darauf, dass das W-Chromosom immer in die Eizelle und nicht in die Polkörper gelangt. Diese Modifikation der meiotischen Chromosomenverteilung ist erblich und an das W-Chromosom gebunden.

### Trauermücken
Die Trauermücken, deren Spermatogenese einige Besonderheiten aufweist (Zusammenfassung bei Trauermücken#Genetik), wurden schon erwähnt. In der Meiose II tritt eine Besonderheit beim X-Chromosom auf. Normalerweise werden bei der Meiose II (wie bei einer Mitose) alle Chromosomen in die beiden Chromatiden, aus denen sie bestehen, geteilt und diese den beiden Tochterkernen zugeteilt. Bei den Trauermücken begibt sich das X-Chromosom hingegen vorzeitig zu einem der Spindelpole und teilt sich erst dort oder auf dem Weg dorthin. Da nur aus der dort entstehenden Zelle ein Spermium hervorgeht, enthält dieses dann zwei X-Chromosomen, und die Zygote nach der Befruchtung entsprechend drei. Eines dieser X-Chromosomen wird in einem frühen Embryonalstadium eliminiert, wodurch die normale weibliche Chromosomen-Ausstattung (XX) wieder hergestellt wird.

### Blütenpflanzen
Den ersten Fall einer nicht-zufälligen Segregation einzelner Chromosomen bei einer Pflanze beschrieb Marcus M. Rhoades 1942 beim Mais. Diese Nicht-Zufälligkeit tritt auf, wenn eine abnorme Form des Chromosoms Nr. 10 vorhanden ist, das ein zusätzliches Segment enthält. Da dieses Zusatzsegment im Pachytän der meiotischen Prophase als knotiges Gebilde zu erkennen ist (engl. knobbed), wird das Chromosom als K10 bezeichnet. Es tritt besonders bei einigen alten Maissorten der nordamerikanischen Indianer auf. Wenn nur ein K10 und ein normales Chromosom 10 vorhanden ist und bei der weiblichen Meiose I das Crossing-over in solcher Weise erfolgt, dass die Chromatiden verschieden lang sind, dann gelangt bei der Meiose II das Chromatid, welches das knotige Zusatzsegment enthält, mit etwa 70-prozentiger Wahrscheinlichkeit in den Embryosack und somit in die Eizelle. Das Segment wird also in hohem Maß im Erbgang akkumuliert; es weist einen meiotischen Drive auf. Das gilt ebenso, wenn noch andere Chromosomen das Segment tragen, aber nur dann, wenn mindestens ein K10 vorhanden ist.
Eine entsprechende Akkumulation von zusätzlichen Chromosomensegmenten wurde auch bei einigen anderen Pflanzenarten beschrieben, aber nicht näher untersucht. Viel zahlreicher sind Untersuchungen an zusätzlichen Chromosomen, den B-Chromosomen, die keine Homologie mit regulären Chromosomen aufweisen und nur bei einem Teil der Individuen einer Population vorkommen, also keine essenziellen Funktionen haben. Eine nicht-zufällige Segregation von B-Chromosomen beschrieb erstmals Catcheside 1950 bei der Guayule. Bei diesem strauchförmigen Korbblütler paaren sich die B-Chromosomen, sofern sie in Mehrzahl vorhanden sind, bei der Meiose I nicht oder nur flüchtig, liegen also zumeist als Univalente vor. Dennoch wandern sie in der Anaphase I mit hoher Wahrscheinlichkeit zum selben Pol.
Da Catcheside nur die männliche Meiose untersuchte, aus der gewöhnlich vier fertile Tochterzellen hervorgehen, kann daraus nicht geschlossen werden, dass die nicht-zufällige Segregation zu der für B-Chromosomen allgemein charakteristischen Akkumulation im Erbgang beiträgt. Anders verhält es sich bei der weiblichen Meiose, bei der drei der vier Tochterkerne degenerieren. 1957 beschrieb Hiroshi Kayano bei der japanischen Lilien-Art Lilium callosum das Verhalten eines B-Chromosoms bei der weiblichen Meiose, das zumeist nur in Einzahl vorhanden ist und daher als Univalent vorliegt. Er fand, dass das Chromosom zu etwa 80 % der künftigen Eizelle zugeteilt wird und entsprechend an 80 % der Nachkommen weitergegeben wird.
Diese Arbeit Kayanos scheint bislang die einzige zu sein, in der die Akkumulation eines B-Chromosoms infolge einer nicht-zufälligen Segregation bei der Meiose in der Embryosackmutterzelle nachgewiesen wurde. Vielfach wurde dagegen eine Akkumulation von B-Chromosomen bei Pflanzen durch eine gerichtete Nondisjunktion bei Mitosen vor oder nach der Meiose beobachtet, so erstmals 1960 von Sune Fröst beim Pannonischen Pippau. Da gelangen häufig beide Chromatiden in dieselbe Tochterzelle (Nondisjunktion), und dies ist in der Weise gerichtet, dass eine Akkumulation im Erbgang resultiert. Auf eine nicht-zufällige Segregation bei der Meiose kann daher nur geschlossen werden, wenn eine gerichtete Nondisjunktion bei Mitosen ausgeschlossen werden kann. Dies ist weitgehend gesichert bei dem mediterranen Sägeblatt-Wegerich Plantago serraria und beim Gefleckten Ferkelkraut. Ein weiterer Fall liegt wahrscheinlich beim Knolligen Lieschgras (Phleum nodosum) vor.

### Fliegen
Ähnlich wie beim Mais tritt auch bei der Taufliege Drosophila melanogaster bei der weiblichen Meiose eine nicht-zufällige Segregation auf, wenn homologe Chromosomen verschieden lang sind und infolge des Crossing-over bei der Meiose II Chromosomen mit verschieden langen Chromatiden vorliegen. Dann gelangt mit einer Wahrscheinlichkeit von etwa 70 % das kürzere Chromatid in den Eikern. Dies wurde 1951 von E. Novitski entdeckt. Später wurde es auch bei Goldfliegen (Lucilia) und Zwiebelfliegen (Hylemya) nachgewiesen, ist also offenbar ein bei Fliegen weit verbreitetes Phänomen.
Bei D. melanogaster kann es außerdem auch bei der männlichen Meiose zu einer nicht-zufälligen Segregation kommen. Das ist dann der Fall, wenn die Geschlechtschromosomen (X und Y) sich bei der Meiose I nicht paaren. Dann gelangen die ungepaarten Chromosomen meistens in dieselbe Tochterzelle. Entsprechend treten unter den Nachkommen viele Männchen vom X0-Typ auf, aber überraschenderweise nur wenige vom XXY-Typ. Letzteres liegt daran, dass die Tochterzellen mit der XY-Konstitution in ihrer Entwicklung gestört sind. Andererseits sind die X0-Männchen unfruchtbar. Im Endeffekt wird also das beteiligte X-Chromosom im Erbgang angereichert (Meiotic Drive).

### Die SchmierlausPseudococcus affinis

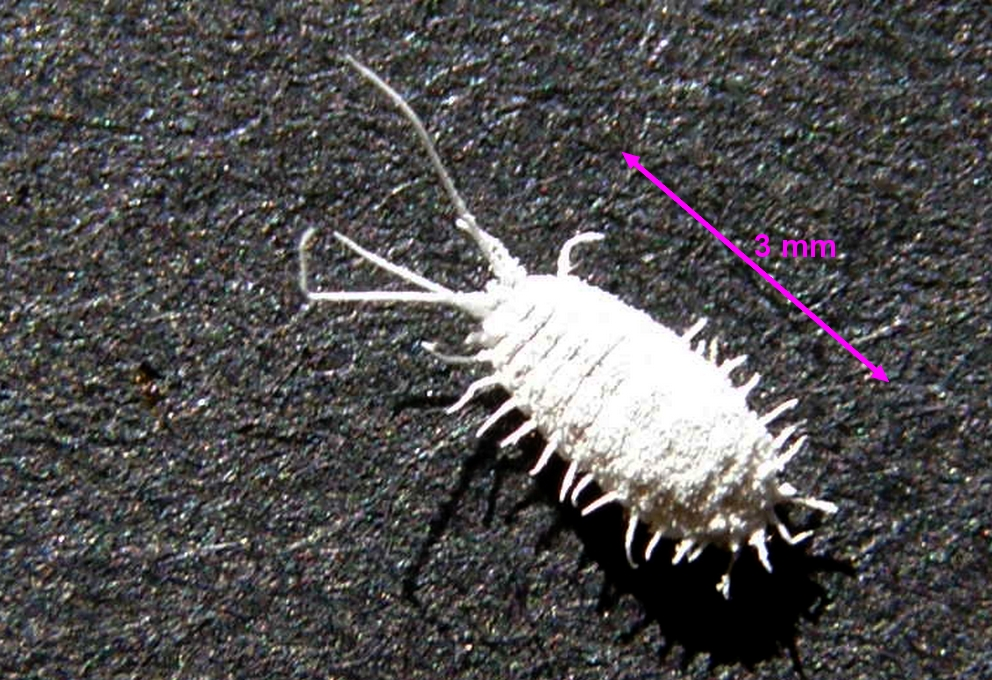
Ein Weibchen von Pseudococcus affinis

B-Chromosomen sind auch im Tierreich verbreitet. Bei der Schmierlaus Pseudococcus affinis beschrieb Uzi Nur 1962 eine nicht-zufällige Segregation bei beiden Geschlechtern. Bei der Oogenese hängt das Segregations-Verhalten des B-Chromosoms davon ab, in welcher Anzahl es vorliegt. Sind zwei Bs vorhanden, dann paaren sie sich bei der Reduktionsteilung (welche hier wie generell bei Schmier- und Schildläusen sowie bei Blattläusen die Meiose II ist) und segregieren in normaler Weise. Ist jedoch nur eines vorhanden, dann gelangt es in zwei Dritteln der Fälle in den Polkörper und nur im übrigen Drittel in den Eikern. Und ebenso verhält sich das ungepaarte überzählige B-Chromosom, wenn 3 oder 5 Bs vorhanden sind, während die gepaarten normal segregieren. Insgesamt besteht im weiblichen Geschlecht also die Tendenz, B-Chromosomen durch nicht-zufällige Segregation aus dem Erbgang auszuschließen, was besonders dann zum Tragen kommt, wenn nur eines vorhanden ist. Dem steht jedoch im männlichen Geschlecht eine starke Tendenz zur Akkumulation von B-Chromosomen gegenüber. Das ist dadurch möglich, dass bei dieser Art (wie auch bei vielen anderen Schmier- und Schildläusen) regelmäßig die Hälfte der Meioseprodukte degeneriert. Bei der Reduktionsteilung (auch hier Meiose II) werden alle B-Chromosomen mit etwa 90 %iger Wahrscheinlichkeit dem künftigen Spermienkern zugeteilt.

### Heuschrecken

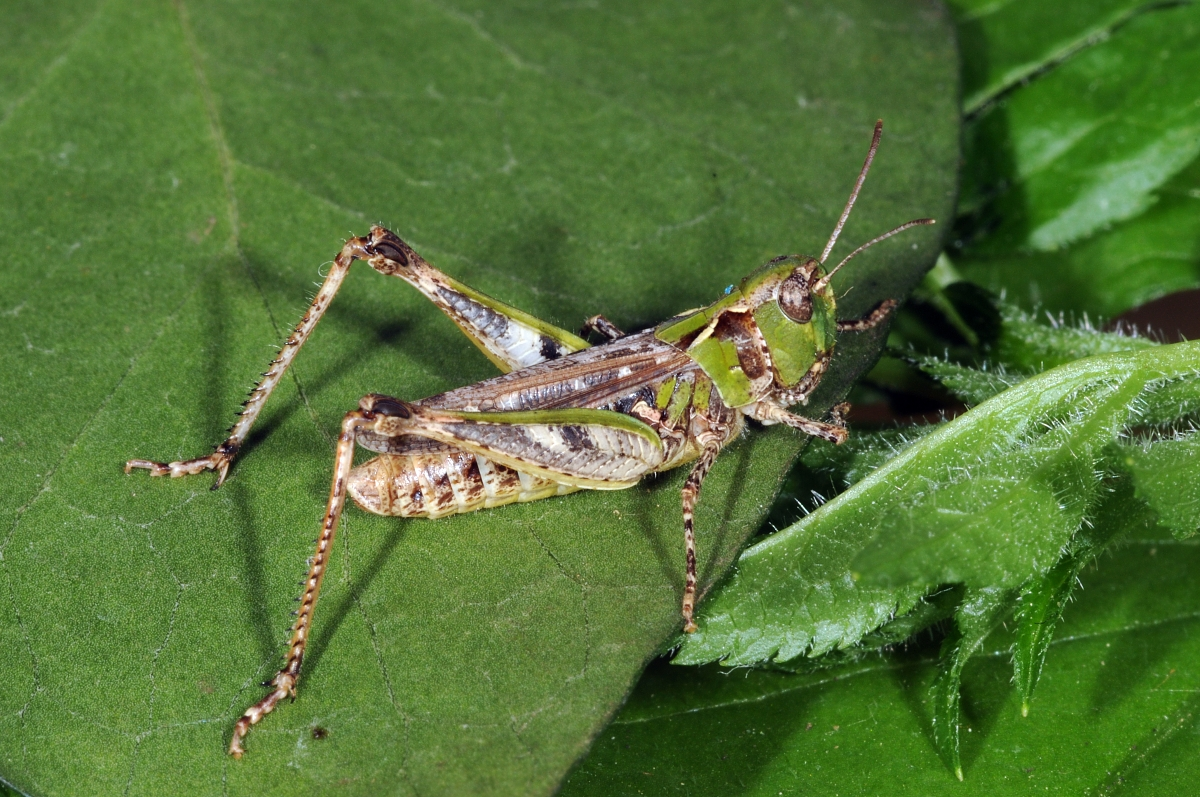
Weibchen der Gefleckten Keulenschrecke

Auch bei verschiedenen Heuschrecken wurde die Transmission von B-Chromosomen untersucht. Ebenso wie bei Pflanzen stellte sich heraus, dass die Anzahl der B-Chromosomen schon vor der Meiose durch mitotische Nondisjunktion zunehmen kann. Dagegen fanden Zipora Lucov und Uzi Nur 1973 bei der nordamerikanischen Art Melanoplus femurrubrum ein Beispiel für nicht-zufällige Segregation bei der Oogenese. Da nie mehr als ein B-Chromosom vorhanden war, schied in diesem Fall eine Akkumulation vor der Meiose aus. Dennoch wurde dieses Chromosom an etwa 80 % der Nachkommen weitergegeben. Noch etwas aufschlussreicher war die Untersuchung von Hewitt (1976) bei der Gefleckten Keulenschrecke. Hewitt fand, dass die B-Chromosomen bei Fixierung der Eier in der Metaphase I (Zeitpunkt der Eiablage) meistens schon in der nach innen gerichteten Hälfte der Teilungsspindel anzutreffen waren, also in der Nähe des künftigen Eikerns. Dem entsprach die Transmissionsrate von etwa 75 %. Wie häufig eine solche nicht-zufällige Segregation von B-Chromosomen sonst bei Heuschrecken ist, kann bislang nicht abgeschätzt werden. Zwar ist von vielen Heuschrecken-Arten bekannt, dass bei ihnen B-Chromosomen vorkommen. Nur in wenigen Fällen wurde jedoch deren Transmission untersucht, und die nicht-zufällige Segregation bei der Meiose ist nur eine von mehreren Möglichkeiten, wie eine nicht-Mendelsche Transmission zustande kommen kann.
Eine weitere chromosomale Anomalie, welche bei Heuschrecken häufig anzutreffen ist, sind zusätzliche Segmente an einzelnen Chromosomen. Solche Zusatzsegmente können ganz zufällig segregieren, und tatsächlich waren es Heuschrecken mit ungleich langen homologen Chromosomen, bei denen Carothers 1917 erstmals der Nachweis einer zufälligen Segregation gelang. Dagegen fanden López-León et al. (1991, 1992) bei zwei Heuschrecken-Arten Indizien für eine nicht-zufällige Segregation: Bei Eyprepocnemis plorans wird ein Zusatzsegment im weiblichen Geschlecht mit geringerer Wahrscheinlichkeit transmittiert als das normale homologe Chromosom, wenn zugleich ein B-Chromosom vorhanden ist. Das B-Chromosom beeinflusst also die Transmission eines regulären Chromosomenpaares, während es selbst in diesem Fall den Mendelschen Regeln folgt. Der verminderten Transmission des Zusatzsegments liegt sehr wahrscheinlich eine nicht-zufällige Segregation bei der Oogenese zugrunde, denn die alternative Denkmöglichkeit einer differentiellen Mortalität der Zygoten konnte ausgeschlossen werden. Bei Chorthippus jacobsi untersuchten López-León et al. die Transmission verschiedener Zusatzsegmente an drei verschiedenen Chromosomen. Während alle Zusatzsegmente an den Chromosomen M5 und M6 normal transmittiert werden, kommt es durchweg zu einer Akkumulation in beiden Geschlechtern, wenn ein Zusatzsegment an dem kleinen Chromosom S8 sitzt. Auch wenn beide S8-Chromosomen verschieden große Zusatzsegmente tragen, folgen diese nicht den Mendelschen Regeln, sondern es wird bevorzugt das kürzere Segment weitergegeben. Auch hier kann mit hoher Wahrscheinlichkeit auf eine nicht-zufällige Segregation bei der Oogenese geschlossen werden. Wie die nicht-Mendelsche Transmission durch das männliche Geschlecht erfolgt, ist dagegen unklar.

### Nagetiere
Die erste Beschreibung einer nicht-zufälligen Segregation bei einem Säugetier erschien 1977 und befasste sich mit dem Waldlemming. In manchen Populationen dieser Art sind bis zu 80 % der Tiere weiblich. Dabei hat ein Teil der Weibchen die „männliche“ Chromosomen-Konstitution XY. Dass diese Tiere sich zu Weibchen entwickeln, obwohl sie ein Y-Chromosom besitzen, beruht auf einer Mutation auf dem X-Chromosom. Bei der Meiose gelangt dieses mutierte Chromosom (X*) häufiger als das Y-Chromosom in den Eikern und wird daher mit erhöhter Wahrscheinlichkeit an die Nachkommen transmittiert. Ein zweites Beispiel betrifft ein B-Chromosom bei dem sibirischen Halsbandlemming Dicrostonyx torquatus. Bei der weiblichen Meiose I dieser Art werden ungepaarte B-Chromosomen bevorzugt dem künftigen Eikern zugeteilt und so im Erbgang akkumuliert.
In sibirischen Populationen der Hausmaus kommt eine abweichende Form des Chromosoms 1 mit zwei Insertionen vor. Diese verlängerte Variante wird von heterozygoten Weibchen mit wesentlich größerer Wahrscheinlichkeit weitergegeben als das normale Chromosom 1. Wie sich herausstellte, geschieht das durch nicht-zufällige Segregation der homologen Chromosomen bzw. Chromatiden bei beiden meiotischen Teilungen. Dadurch können bis zu 85 % der Nachkommen eines heterozygoten Weibchens die Insertionen erhalten. Letzteres ist allerdings nur dann der Fall, wenn die bei den Kreuzungsversuchen eingesetzten Männchen nicht ebenfalls Träger dieser Insertionen sind. Nahm man stattdessen homozygote Träger dieser Insertionen, bei denen also jedes Spermium die Insertionen erhält, dann kehrte sich die Nicht-Zufälligkeit bei der weiblichen Meiose um: In diesem Fall erhielt nur noch etwa 1/3 der Nachkommen einer heterozygoten Mutter von dieser die Insertionen. Dieser überraschende Einfluss des Spermiums auf die Meiose in der Eizelle ist deshalb möglich, weil bei Mäusen wie generell bei Wirbeltieren die weibliche Meiose in der Metaphase II pausiert, bis die Befruchtung erfolgt (vgl. Stillstand der weiblichen Meiose).
Schon seit 1962 ist bekannt, dass Mäuse-Weibchen, die nur ein X-Chromosom besitzen (XO), fertil sind, aber ihre Töchter überwiegend zwei X-Chromosomen haben. Wie es dazu kommt, war lange unklar, aber nach neueren Untersuchungen beruht es offenbar darauf, dass das univalente X-Chromosom bei der Meiose I bevorzugt dem künftigen Eikern zugeteilt wird.

## Koordinierte Segregation nicht-homologer Chromosomen

### Mechanisch gekoppelte Univalente
Dass zwei nicht-homologe Chromosomen bei der Meiose koordiniert segregieren, wurde erstmals 1909 bei der Lederwanze beschrieben. Bei ihr haben Männchen zwei verschiedene X-Chromosomen (X1X20), und diese werden bei der Meiose I beide demselben Tochterkern zugeteilt. Spätere Untersuchungen bei anderen Wanzen ergaben, dass die X-Chromosomen miteinander verbunden sind und ihre Kosegregation offenbar darauf beruhte. Dabei können bis zu fünf verschiedene X-Chromosomen vorhanden sein, und die meisten Arten haben außerdem ein Y-Chromosom, das zum entgegengesetzten Spindelpol wandert. Eine derartige Kosegregation mechanisch gekoppelter Geschlechtschromosomen wurde auch bei Spinnen, Fadenwürmern, Steinfliegen, Muschelkrebsen, bei einer Schildlaus und bei Käfern beschrieben.

### Freie Univalente
Bei manchen Blattlaus-Arten haben die Männchen zwei verschiedene X-Chromosomen (X1X20), die nicht mechanisch verbunden sind und trotzdem bei der Meiose I zum selben Spindelpol gelangen. Das ist im Einklang mit dem oben beschriebenen Modus der gerichteten Segregation eines einzelnen X-Chromosoms. Bei anderen Blattlaus-Arten kosegregieren vier verschiedene Chromosomen wohl auf diese Weise. Eine Kosegregation freier Univalente wurde auch bei der Riesenkrabbenspinne Delena cancerides beschrieben. Da sind bei Männchen drei verschiedene X-Chromosomen vorhanden, die nicht wie bei anderen Spinnen mechanisch verbunden sind und trotzdem demselben Spindelpol zugeteilt werden.

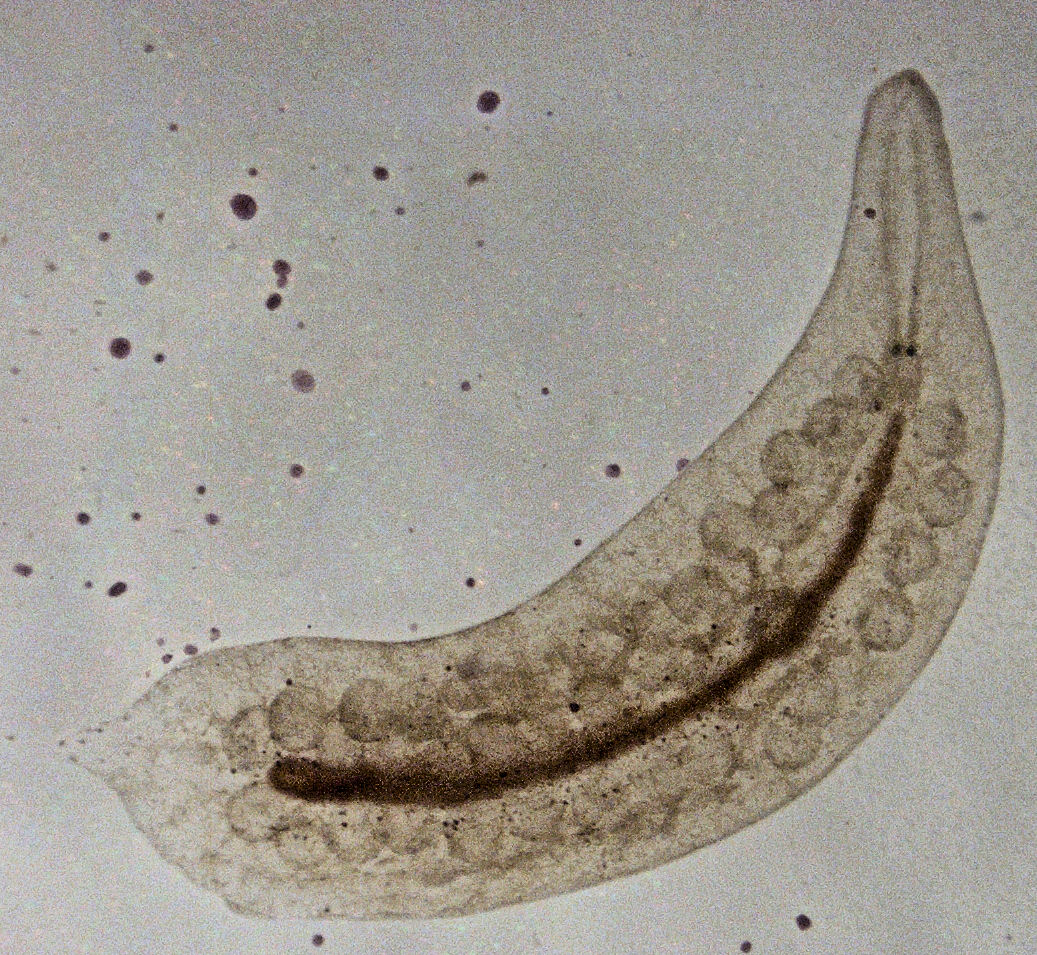
Der Strudelwurm Mesostoma ehrenbergii

Interessanter sind solche Fälle, in denen freie Univalente verschiedener Art in geregelter Weise zu entgegengesetzten Spindelpolen segregieren. Das gehört bei der Spermatogenese verschiedener Netzflügler, einiger Flohkäfer, der Grille Eneoptera surinamensis und des Strudelwurms Mesostoma ehrenbergii zum normalen Ablauf der Meiose. Netzflügler haben zumeist ein X- und ein Y-Chromosom. die sich bei der Meiose nicht paaren. Manche Arten haben jedoch multiple univalente Geschlechtschromosomen, und es können noch univalente B-Chromosomen hinzukommen. Sie alle segregieren in geordneter Weise zu den Spindelpolen. Dies wird als distance segregation bezeichnet. Ähnliche Verhältnisse mit multiplen Geschlechts-Univalenten wurden auch bei manchen Flohkäfern beschrieben. Bei der Grille Eneoptera surinamensis sind drei freie univalente Geschlechtschromomen (X1X2Y) vorhanden, die bereits zu den Spindelpolen wandern, während sich die Autosomen am Spindeläquator versammeln.
Bei dem Strudelwurm Mesostoma ehrenbergii paaren sich von den fünf Chromosomenpaaren bei der Meiose nur drei. Es liegen also drei Bivalente und vier Univalente vor, und die Univalente segregieren auch hier vor den Bivalenten. In fixierten Präparaten sind die Univalente oft nicht korrekt verteilt. Den Grund dafür fand Hilary A. Oakley, als sie den Ablauf am lebenden Objekt beobachtete. Demnach bewegen sich die Univalente in der Metaphase I, also wenn die Bivalente am Äquator liegen, zwischen den Polen hin und her. Dabei bewegt sich meist nur ein Univalent, und nach einer längeren Pause (fünf bis zehn Minuten) setzt sich ein anderes in Bewegung. Dies geht so lange, bis alle vier korrekt verteilt sind. Danach folgt die Anaphase, also die Segregation der gepaarten Chromosomen.

### Die MaulwurfsgrilleNeocurtilla hexadactyla

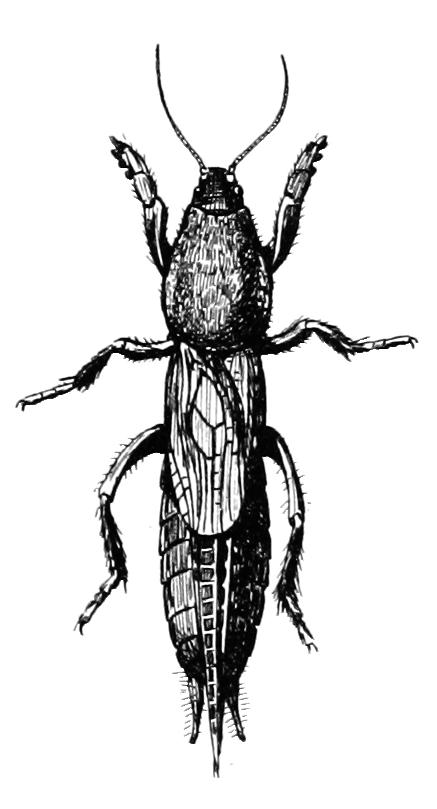
Die amerikanische Maulwurfsgrille Neocurtilla hexadactyla

Auch bei der schon eingangs erwähnten amerikanischen Maulwurfsgrille Neocurtilla hexadactyla waren Lebendbeobachtungen der Meiose sehr aufschlussreich. Da sind wie bei Eneoptera drei Geschlechtschromosomen (X1X2Y) vorhanden, aber nur X1 liegt als Univalent vor. Auch in diesem Fall findet die Segregation der Geschlechtschromosomen schon vor der der Autososomen statt, indem das X2Y-Bivalent schon in der Metaphase I aus der Metaphaseplatte derart zu einem Spindelpol hin verschoben ist, dass das Y-Chromosom in dessen Nähe liegt, während das univalente X1 bei dem anderen Pol liegt. Durch Mikromanipulationsexperimente, bei denen sie das Bivalent oder das Univalent in der Spindel verschoben, fanden René Camenzind und R. Bruce Nicklas (1968) heraus, dass X1 das aktive Element ist und sich nach der Orientierung des Bivalents richtet. Außerdem stellten die Autoren fest, dass zwischen beiden keine mechanische Verbindung besteht. Bei einer elektronenmikroskopischen Untersuchung waren jedoch einige Mikrotubuli zu sehen, aus denen auch die Spindelfasern bestehen und die hier offenbar eine feine Verbindung zwischen X1 und Y bilden. Eine gezielte Bestrahlung dieser Mikrotubuli-Verbindung mit UV-Mikrostrahlen hatte oft (in etwa einem Drittel der Fälle) zur Folge, dass X1 in die andere Spindelhälfte wanderte. Denselben Effekt hatte überraschenderweise auch eine Bestrahlung einer der drei Spindelfasern, an denen die Geschlechtschromosomen saßen, während eine Bestrahlung autosomaler Spindelfasern keine Auswirkungen hatte. Dwayne Wise et al. schlossen daraus, dass diese vier Mikrotubuli-Bündel ein „interagierendes Netzwerk“ bilden, das die koordinierte Segregation der Geschlechtschromosomen, also die korrekte Zuteilung des X1, ermöglicht.

## Komplette Chromosomensätze

### Trauermücken

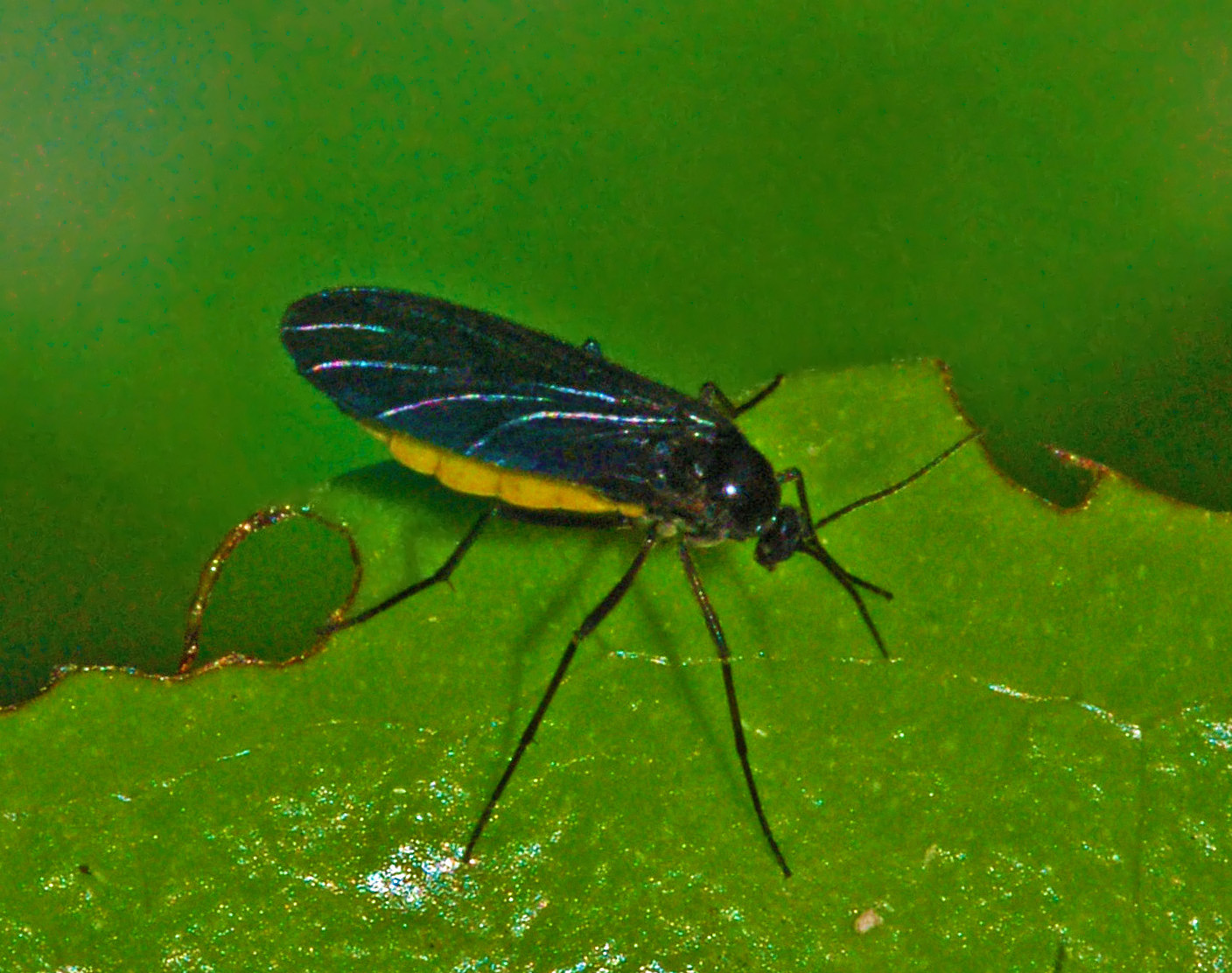
Eine Trauermücke der Gattung Sciara

Das Verhalten der Chromosomen bei der Spermatogenese der Trauermücken ist in mehrfacher Hinsicht sehr ungewöhnlich. Ein Detail der Meiose II wurde oben schon besprochen; weit bemerkenswerter ist jedoch die Meiose I. Da unterbleibt die sonst obligatorische Paarung homologer Chromosomen vollständig, und diese werden nach ihrer Herkunft – maternal oder paternal – voneinander getrennt. Ihre Segregation beginnt gleich nach der Auflösung der Kernhülle, die Metaphase entfällt, und die paternalen Chromosomen gelangen in eine kleine Tochterzelle, die wie die Polkörper bei der Oogenese vergeht. So erhalten alle Spermien nur die maternalen Chromosomen, und die Männchen fungieren nur als Vermittler zwischen rein weiblichen Vererbungslinien. Ungewöhnlich ist auch der Bau des Spindelapparats bei dieser Teilung. Es handelt sich nicht um eine bipolare Spindel, sondern lediglich um eine Halbspindel mit nur einem Pol. Die maternalen Chromosomen bewegen sich auf diesen Pol zu, die paternalen von ihm weg.
Manche Trauermücken haben neben den regulären Chromosomen noch keimbahnbegrenzte oder L-Chromosomen (von engl. limited, begrenzt), die nur in Zellen der Keimbahn vorhanden sind und aus somatischen Zellen eliminiert werden. Diese segregieren bei der Spermatogenese mit den maternalen regulären Chromosomen, gelangen also unreduziert in das Spermium. Diese Verdoppelung ihrer Anzahl wird in einem frühen Stadium der Embryonalentwicklung ausgeglichen, indem überzählige L-Chromosomen aus dem Zellkern ausgeschieden werden, sodass immer genau zwei übrigbleiben.

### Gallmücken
Auch bei Gallmücken enthalten die Spermien nur den Chromosomensatz maternalen Ursprungs, während die paternalen Chromosomen bei der Meiose I eliminiert werden. Auch hier unterbleibt die Paarung homologer Chromosomen, die Zellteilung ist inäqual, und nur die maternalen Chromosomen bewegen sich zu einem Spindelpol, wodurch sie in diejenige Tochterzelle gelangen, aus der nach der Meiose II zwei Spermien hervorgehen, während die andere Tochterzelle zugrunde geht. Außerdem sind zahlreiche keimbahnbegrenzte Chromosomen vorhanden, die wie diejenigen der Trauermücken bei den paternalen regulären Chromosomen verbleiben und so eliminiert werden.

### Schildläuse

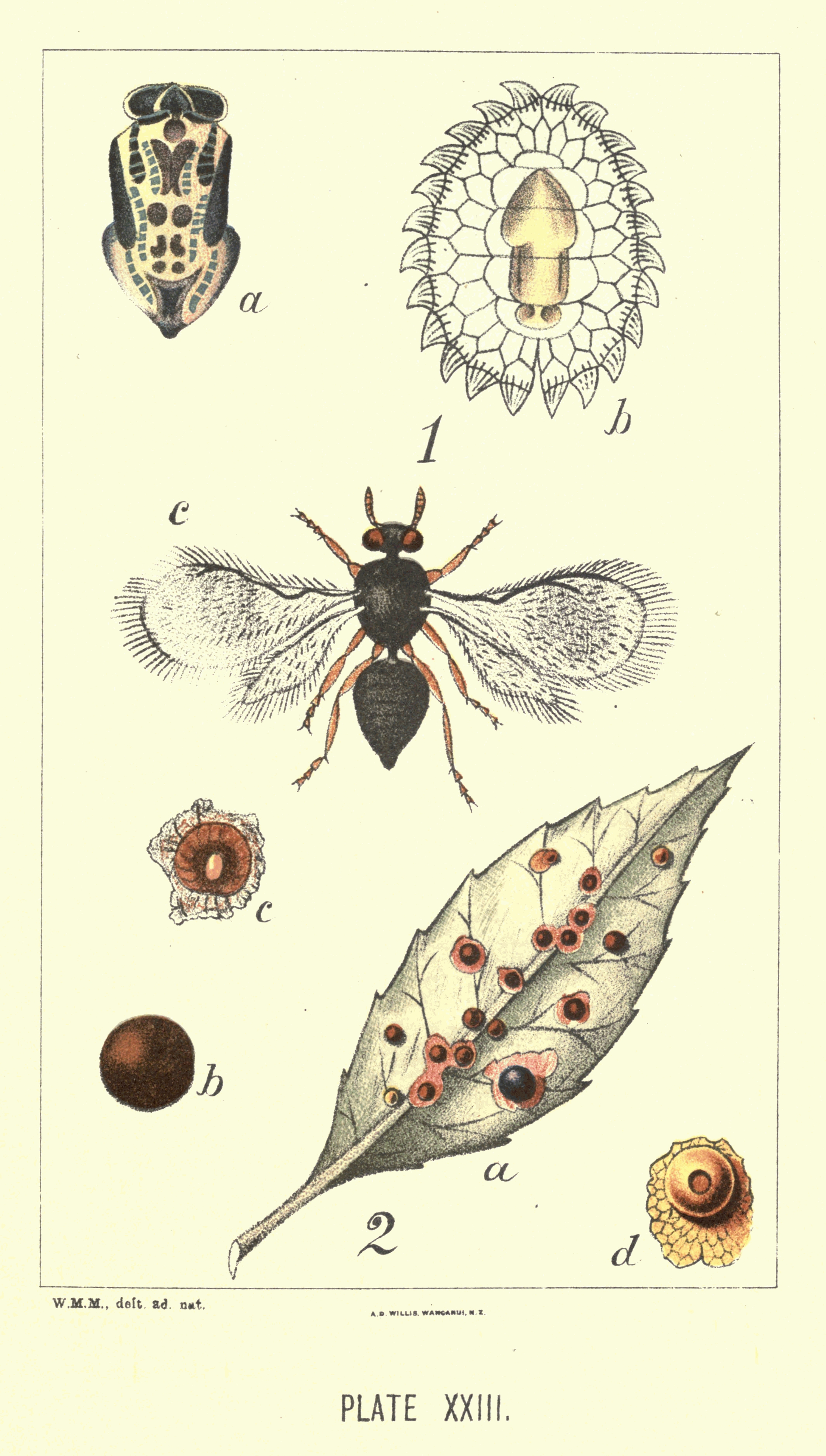
Weibchen (schildförmig) und Männchen (geflügelt) einer Schildlaus

Bei den meisten Schildläusen sind die Männchen parahaploid: Obwohl sie zwei Chromosomensätze besitzen, sind nur die Chromosomen maternalen Ursprungs aktiv, und nur sie werden an die Nachkommen weitergegeben. Die Inaktivierung der paternalen Chromosomen erfolgt in einem frühen Embryonalstadium (Blastula), indem die Chromosomen stark verdichtet (heterochromatisiert) werden. (Das tritt auch beim Menschen auf, wo im weiblichen Geschlecht eines der beiden X-Chromosomen heterochromatisch wird.) Die Elimination aus dem Erbgang kann auf verschiedene Weise stattfinden; nur eine davon erfolgt bei der Meiose. Dies wird als Lecanoiden-Chromosomensystem bezeichnet. Die Meiose ist bei den Schildläusen wie bei den oben besprochenen Blattläusen invers, d. h. die eigentliche Reduktionsteilung ist die Meiose II. Beim Lecanoiden-Modus bilden die Chromosomen eine „doppelte Metaphaseplatte“, bei der alle maternalen Chromosomen auf einer Seite liegen und alle paternalen auf der anderen. (Im Normalfall herrscht hier der Zufall.) In der Anaphase treten dann die beiden kompletten Sätze auseinander und bilden je einen eigenen Tochterkern. Da die Meiose II hier nicht mit einer Zellteilung verbunden ist und auch die beiden Tochtergebilde der ersten Teilung sich wieder miteinander vereinigen, resultiert schließlich eine vierkernige Zelle (wie allgemein bei der Spermatogenese der Schildläuse). Von den 4 Kernen werden dann jedoch nur die beiden mit den mütterlichen Chromosomen zu Spermienkernen; die anderen beiden verdichten sich immer stärker und gehen schließlich zugrunde.

### Pflanzen

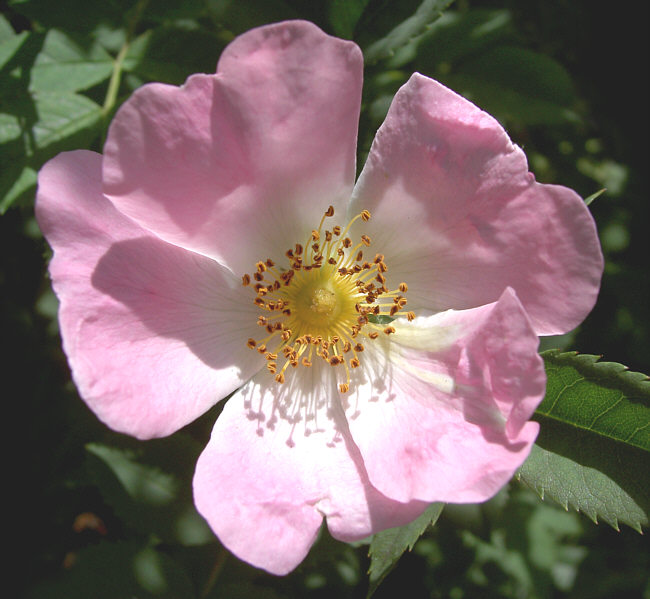
Blüte einer Hundsrose

Im Pflanzenreich ist Polyploidie sehr verbreitet. Zumeist handelt es sich um allopolyploide Arten, bei denen jedes Chromosom bei der Meiose einen homologen Partner findet. Doch gibt es auch Arten mit einer ungeraden Anzahl an Chromosomensätzen. Diese können sich in aller Regel nur apomiktisch, d. h. unter Umgehung der Meiose und der Befruchtung, fortpflanzen, weil Univalente bei der Meiose zufällig auf die Tochterkerne verteilt werden. Es sind jedoch einige Pflanzen bekannt, bei denen die Univalente nicht-zufällig verteilt werden und die sich daher sexuell fortpflanzen können. Das älteste Beispiel sind die Hundsrosen, bei denen dies schon 1922 entdeckt wurde. Sie sind pentaploid, d. h. sie haben fünf Chromosomensätze. Von diesen paaren sich bei der Meiose in beiden Geschlechtern nur zwei, so dass 7 Bivalente und 21 Univalente vorhanden sind. Im weiblichen Geschlecht, also in der Embryosackmutterzelle, wandern alle Univalente bei der Meiose I ungeteilt zu dem Spindelpol, der in Richtung der Mikropyle liegt. Da dort dann der Embryosack mit der Eizelle gebildet wird, erhält diese also 4 komplette Chromosomensätze. Bei der Pollenmeiose dagegen bleiben viele Univalente in der Anaphase I oder II zurück (sog. Lagging) und gehen so verloren. Dieser Chromosomenverlust ist so hoch, dass mehr als 1/10 der Pollenkörner lediglich noch einen haploiden Satz derjenigen Chromosomen enthält, welche bei der Meiose gepaart waren. Und da nur diese haploiden Pollenkörner funktionsfähig sind, wird bei der Befruchtung der komplette pentaploide Chromosomenbestand wieder hergestellt. Auf diese Weise werden 3 der 5 Chromosomensätze ausschließlich durch die weibliche Linie transmittiert, während die beiden übrigen sich ganz normal verhalten.
Das Australheidegewächs Leucopogon juniperinus ist triploid, und von seinen 3 Chromosomensätzen paaren sich bei der Meiose I nur zwei. Die Univalente des dritten Satzes werden gerichtet verteilt, und zwar im Unterschied zu den Hundsrosen bei beiden Geschlechtern. Die Pollenmeiose ist hier wie auch bei verwandten Arten (Tribus Stypheleae) mit einer inäqualen Zellteilung verbunden: Drei der vier Tochterkerne versammeln sich an einem Ende der zunächst noch ungeteilten Pollenmutterzelle und bilden dort drei kleine Zellen, welche sich in der Folge nicht weiterentwickeln. Somit geht nur aus einem der Meioseprodukte ein Pollenkorn hervor, und dieses ist infolge der gerichteten Segregation der Univalente bei der Meiose I meistens haploid, d. h. die Univalente werden hier nicht durch Lagging, sondern durch eine gerichtete Verteilung aus dem Pollenkern eliminiert. In der Embryosackmutterzelle hingegen wandern sie mit stark erhöhter Wahrscheinlichkeit alle in Richtung der Mikropyle und gelangen so bevorzugt in die Eizelle. Obwohl die gerichtete Verteilung bei dieser Art in beiden Geschlechtern keineswegs 100%ig ist und deshalb viele aneuploide Geschlechtszellen entstehen, ist sie doch effektiv genug, um eine hohe Fertilität zu ermöglichen.
Das südamerikanische Süßgras Andropogon ternatus ist ebenfalls triploid, und bei der Meiose bleibt ein Chromosomensatz ungepaart. In der Anaphase I bleiben die Univalente bei beiden Geschlechtern zwischen den segregierenden Halb-Bivalenten zurück und bilden einen eigenen, dritten Kern, welcher in eine der beiden Tochterzellen mit aufgenommen wird. Bei der weiblichen Meiose ist dies die der Mikropyle zugewendete Tochterzelle. In Übereinstimmung mit den beiden zuvor besprochenen Pflanzenarten werden die Univalente also gerichtet der mikropylaren Seite zugeteilt. Da hier jedoch der Embryosack am anderen, der Chalaza zugekehrten Ende der Tetrade entsteht, resultiert das in der Eliminierung der Univalente aus dem Erbgang. Der Ausgleich dafür erfolgt durch den Pollen, indem offenbar nur diejenigen Pollenkörner, welche aus den zweikernigen Meiozyten hervorgehen und daher diploid sind, sich normal entwickeln und fertil werden.

## Bedeutung
Fernando Pardo-Manuel de Villena und Carmen Sapienza diskutierten 2001 in einem Review, das sich auf eine nicht-zufällige Segregation einzelner Chromosomen oder Chromosomenpaare beschränkte, die Bedeutung dieser Nicht-Zufälligkeiten. Aus der weiten Verbreitung solcher Erscheinungen (bei Pflanzen, Insekten und Wirbeltieren) und der Vielfältigkeit des jeweiligen Ablaufs folgern sie, dass eine funktionelle Asymmetrie der Spindelpole – eine der Voraussetzungen einer nicht-zufälligen Segregation – wohl grundsätzlich und nicht nur ausnahmsweise vorliegt. Dies gilt auch für den Menschen, bei dem eine nicht-zufällige Segregation auftritt, wenn infolge von Robertson-Translokationen strukturell abnorme Chromosomen vorhanden sind. An anderer Stelle argumentieren die beiden Autoren für eine Bedeutung nicht-zufälliger Segregation strukturell verschiedener homologer Chromosomen (wie bei den Robertson-Translokationen) bei der Entstehung neuer Arten in der Evolution (Speziation).